# Вулиця Трактористів (Київ)
Ву́лиця Трактори́стів — вулиця в Дніпровському районі міста Києва, місцевість Ліски. Пролягає від Алматинської вулиці до Слобожанської вулиці.
До вулиці Трактористів прилучаються вулиці Новаторів, Люботинська та Сновський провулок.

## Історія
Вулиця Трактористів виникла в середині XX століття під назвою 318-а Нова. Сучасна назва — з 1953 року.